# Давід Магальяеш
Давід Магальяеш (порт. David Magalhães, нар. 24 лютого 1988, Луанда) — ангольський футболіст, що грав на позиції півзахисника. Виступав за низку ангольських клубів, а також національну збірну Анголи. Дворазовий чемпіон Анголи.

## Клубна кар'єра
Давід Магальяеш розпочав виступи на футбольних полях 2006 року в складі команду «Петру Атлетіку», в якій грав до 2011 року, та двічі став у її складі чемпіоном Анголи.
На початку 2012 року футболіст перейшов до складу клубу «Саграда Есперанса», проте за короткий час став гравцем клубу «Атлетіку Авіасан». У 2013 році Магальяеш грав у складі «Примейру де Агошту», а в 2014 році перейшов до клубу «Рекреатіву да Каала». На початку 2015 року футболіст став гравцем клубу «Домант», утім вже в цьому ж році повернувся до клубу «Атлетіку Авіасан», у якому цього разу грав до 2016 року. У другій половині 2016 року Магальяеш грав у складі клубу «Прогрешшу ду Самбізанга». У 2017 році футболіст перейшов до клубу «Прогрешшу да Лунда Сул», і в цьому ж році завершив виступи на футбольних полях.

## Виступи за збірну
2007 року дебютував в офіційних матчах у складі національної збірної Анголи. У складі збірної був учасником домашнього для ангольської збірної Кубка африканських націй 2010 року. У складі збірної грав до 2010 року, провів у її складі 6 матчів, у яких забитими голами не відзначився.

## Титули і досягнення

### Командні
- Чемпіон Анголи (2):

«Петру Атлетіку»: 2008, 2009

### Особисті
Кращий бомбардир чемпіонату Анголи: 2009 (19 голів)